# Der Dänemark-Krimi: Rauhnächte
Der Dänemark-Krimi: Rauhnächte ist ein deutscher Fernsehfilm von Christian Theede aus dem Jahr 2021 und die Auftaktfolge der Kriminalfilmreihe Der Dänemark-Krimi mit Marlene Morreis in der Hauptrolle als dänische Polizistin Ida Sörensen. Als im Polizeirevier in der einstigen Wikingerstadt Ribe während der heidnischen Rauhnächte eine verstörte junge Frau vor Sörensen steht, erkennt sie in ihr nicht die seit einiger Zeit vermisste Smilla Vestergaard und schickt sie weg. Ein fataler Fehler, da Smilla daraufhin erneut unauffindbar verschwindet.
Neben Marlene Morreis sind Nicki von Tempelhoff, Janek Rieke, Tim Bergmann, Katharina Heyer, Anne Kanis und Simon Licht in tragenden Rollen besetzt. 

## Handlung
Aufgrund privater Unstimmigkeiten mit ihrem Freund übernimmt die Streifenpolizistin Ida Sörensen lieber die Nachtschicht auf der Polizeiwache in Ribe für ihren Kollegen Magnus Vinter. Dort herrscht mächtig viel Trubel, denn in der einstigen Wikingerstadt wird in dieser Nacht ausgelassen die Wilde Jagd gefeiert – das Ende der Rauhnächte. Deshalb erkennt die sonst sehr gewissenhafte Polizistin auch die seit Tagen vermisste Smilla Vestergaard nicht, als diese plötzlich völlig verwahrlost vor ihrem Schreibtisch steht und vergeblich um Hilfe bittet.
Nur wenig später verliert sich die Spur des Mädchens wieder in der Menschenmenge. Als Smilla wieder zu sich kommt, findet sie sich in der Gewalt des Entführers wieder, dem sie kurz zuvor entkommen war. Dieser hat sie erneut mitten in der Wildnis mittels einer Stahlkette an einen Holzpflock gekettet und diesmal auch ihre Hände fixiert. 
Sörensen hingegen sieht sich am nächsten Tag schweren Vorwürfen ausgesetzt. Insbesondere die aus Esbjerg angereiste ehrgeizige Kommissarin Frida Olsen stellt viele unbequeme Fragen und macht dabei auch vor Idas Privatleben nicht halt. Die junge Beamtin kann ihren Fehler selbst nicht fassen, macht sich schwere Vorwürfe und setzt sofort alles daran, die vermisste Smilla aufzuspüren.
Bei ihren Recherchen findet die mutige Polizistin heraus, dass der Ursprung der Mordserie im Verschwinden der jungen Jonna Fisker vor zwanzig Jahren liegt, deren Knochen man erst vor zwei Jahren gefunden hat. Kurz danach begann eine Mordserie, die bisher nicht aufgeklärt werden konnte. In Verdacht, mit dieser Tat zu tun zu haben, geraten sowohl der Naturschützer Avid Roer als auch der Bruder der Toten Tjelle Fisker. 
Sörensens akribische Ermittlungen führen dazu, dass Smilla gefunden und gerettet werden kann. Als die Polizistin sich bei ihr entschuldigt, flüstert Smilla, es sei noch nicht vorbei, ihr Peiniger ruhe nicht eher, bis er auch sein letztes Opfer geholt habe.
Bei dem Täter handelt es sich um Tjelle Fisker, der herausgefunden hat, dass seine Schwester gemeinsam mit den Menschen, die seine Opfer wurden, auf einer Wandertour unterwegs war. Neben den bereits tot aufgefundenen Personen (zwei Frauen und ein Mann) hat auch Smilla Vestergaard an der Tour teilgenommen. Jonna Fisker flirtete damals mit einem Fotografen, bei dem es sich, wie sich zu Sörensens Befremden herausstellt, um ihren Lebensgefährten Jannik Larsen handelte. Das Paar geriet seinerzeit in Streit und Larsen ließ Jonna, die sich bei einem Stoß durch ihn die Knöchel gebrochen hatte, zurück, ohne dass Larsen wusste, dass Jonna sich so verletzt hatte, dass sie allein nicht mehr gehen konnte. Die junge Frau, die sich kaum vom Fleck bewegen konnte, verhungerte und verdurstete. Tjelle Fisker will nun, dass alle, die seine Schwester damals in der Wildnis allein gelassen haben, dasselbe durchmachen müssen. 
Deshalb schnappt er sich nun auch Jannik Larsen, nachdem er zuvor Vertrauen zu diesem aufgebaut hat. Sozusagen im letzten Moment gelingt es Sörensen, seine Aktion zu stören, wobei sie selbst in Lebensgefahr gerät. Nachdem ihr Kollege Magnus Vinter Fisker in Notwehr erschossen hat, meint Larsen zu Ida, das sei doch alles schon so lange her. Das spiele keine Rolle entgegnet sie ihm, er habe von den Morden gewusst und den Hintergrund gekannt und nichts gesagt. Dann wendet sie sich von ihm ab und geht traurig davon.

## Produktion
Die Dreharbeiten zu Der Dänemark-Krimi: Rauhnächte fanden im Zeitraum vom 12. November bis zum 11. Dezember 2020 unter dem Arbeitstitel Rauhnächte an Drehorten in Ribe und Hamburg statt.
Für den Ton zeichnete Matthias Wolf verantwortlich, für das Szenenbild Lars Brockmann, für das Kostümbild Corinna Baum und für die Maske Jens Holstein sowie Ulla Röling. Die Kamera führte Simon Schmejkal – als verantwortliche Redakteure zeichneten Birgit Titze und Katja Kirchen für die Degeto Film.
Die Episode hat eine Länge von ca. 88 Minuten und wurde am 14. Oktober 2021 im Rahmen der Reihe Der DonnerstagsKrimi im Ersten erstmals im Fernsehen ausgestrahlt. Seine Premiere feierte der Film aber schon am 12. September 2021, auf dem 17. Festival des deutschen Films in Ludwigshafen. Produziert wurde die Auftaktfolge im Auftrag der ARD Degeto von der Eikon Media GmbH für Das Erste.

## Rezeption

### Kritik
Die Kritiker der Fernsehzeitschrift TV Spielfilm meinten, „das Einzige, was hier skandinavisch“ sei, seien die Uniformen – und vielleicht noch die Landschaft. Weiter hieß es: „Dennoch ein hochspannender Krimifall mit psychologischer Tiefe und beeindruckende und natürlich gespielte Hauptfiguren.“ Dennoch zeigte der Daumen zur Seite, lediglich für Spannung gab es einen Punkt. Das Fazit lautete dann auch: „Krimi-Routine ohne große Überraschungen.“

### Einschaltquote
Die Erstausstrahlung von Der Dänemark-Krimi: Rauhnächte am 14. Oktober 2021 wurde in Deutschland von 6,56 Millionen Zuschauern gesehen und erreichte einen Marktanteil von 23,2 % für Das Erste.